# Sulmo
Sulmo, az ókorban két várost is így neveztek:
1. Szabin város, Ovidius szülőhelye, ma Sulmona. Miután Sulla elpusztította, mint gyarmatot állították helyre. Ovidius a „Fasti"  című költeményében több ízben is említést tett hideg hegyi forrásvizéről. Julius Caesar   és Livius is említést tesznek róla.
2. Volscus város az Ufens mellett Latiumban, amelyet azonban már Idősebb Plinius sem ismert. Vergilius is említi az „Aeneis" c. eposzának egy helyén.